# 254-й гвардейский мотострелковый полк
254-й гвардейский мотострелковый полк имени Александра Матросова (сокр. 254 мсп, в/ч 91704) — тактическое формирование Сухопутных войск Российской Федерации.
Дислоцируется полк в с. Займище Брянской области с 2019 года. Полк находится в составе 144-й гвардейской мотострелковой дивизии.

## История
254-й гвардейский стрелковый полк был сформирован в составе 56-й гвардейской стрелковой дивизии, на основании директивы заместителя НКО СССР от 19 апреля 1943 года № ОРГ/2/133681. Формирование полка проходило в период с 6 по 13 мая 1943 года, в районе города Гжатск на базе 91-й отдельной стрелковой бригады.
8 сентября 1943 года полку присвоено имя Героя Советского Союза Александра Матросова, который 23 февраля 1943 года закрыл грудью амбразуру дзота в бою за деревню Чернушки в Псковской области.
В годы войны 254-й гвардейский стрелковый полк находился в составе 56-й гвардейской стрелковой дивизии. Период вхождения в действующую армию: 15 мая 1943 года — 9 мая 1945 года.
В 1946 году, в ходе организационно-штатных мероприятий, 56-я гвардейская стрелковая Смоленская Краснознамённая дивизия была расформирована. Остался только 254-й гвардейский стрелковый полк имени Александра Матросова (в/ч 92953), который был включён в состав 65-й гвардейской стрелковой дивизии, взамен расформированного 257-го гвардейского стрелкового полка.
В 1947 году при расформировании 65-й дивизии полк был передан 36-й гвардейской механизированной Ельнинской Краснознамённой ордена Суворова дивизии, с одновременным его переформированием в механизированный, вместо расформированного 114-го гвардейского механизированного полка.
25 июня 1957 года 254-й гвардейский механизированный полк переименован в 254-й гвардейский мотострелковый полк (в/ч 92953) 36-й гвардейской мотострелковой дивизии (с 23 мая 1960 года — 8-й гвардейской мотострелковой дивизии).
После убытия во Фрунзе 8-й гвардейской мотострелковой дивизии, на базе 254-й гвардейского мотострелкового полка имени Александра Матросова была развёрнута 144-я гвардейская мотострелковая дивизия. 254-й гвардейский мотострелковый полк (в/ч 92953) стал одним из полков этой дивизии, с местом дислокации микрорайон Тонди города Таллин Эстонской ССР.
На момент распада СССР полк имел на вооружении 29 Т-72, 131 БТР (125 БТР-70, 6 БТР-60), 6 БМП (4 БМП-2, 2 БРМ-1К), 3 1В18, 1 1В19, 2 ПРП-4, 6 Р-145БМ, 2 ПУ-12, 1 МТУ-20, 12 МТ-ЛБТ.
В 1994 году 254-й гвардейский стрелковый полк имени Александра Матросова, в составе 144-й дивизии, был выведен в город Ельню Смоленской области. В 1998 году 144-я дивизия была реорганизована в 4944-ю гвардейскую базу хранения военной техники, а 254-й полк преобразован в её отдел, без сохранения почётного наименования.
23 февраля 2004 года полк был воссоздан в Нижнем Новгороде, составе 3-й мотострелковой дивизии путём переименования 752-го мотострелкового полка. В торжественной обстановке перед строем военнослужащих в расположение полка было доставлено и вручено боевое знамя 254-го полка, хранящееся с 1998 года в Центральном музее Вооружённых сил РФ. Командующий 22-й гвардейской общевойсковой армией генерал-лейтенант Алексей Меркурьев перед строем полка передал Боевое Знамя командиру полковнику Николаю Ризниченко. В 2009 году, в ходе реформы Вооружённых сил, 3-я мотострелковая дивизия была преобразована в 9-ю отдельную мотострелковую бригаду, а 254-й полк расформирован.
На 2008 год полк имел численность 2204 человек и следующее вооружение: 30 — Т-80, 127 — БМП-2, 6 — БРМ-1К, 3 — БТР-80, 5 — БТР-70, 31 — 2С3 «Акация», 10 — БМП-1КШ, 2 — ПРП-4.
С 2018 года полк стал воссоздаваться в селе Займище в составе 144-й гвардейской мотострелковой дивизии.
1 декабря 2020 года в городе Клинцы Брянской области прошло торжественное вручение Боевого знамени нового образца 254-му гвардейскому мотострелковому полку 144-й гвардейской мотострелковой дивизии. Воинский ритуал вручения Боевого знамени проводил заместитель командующего 20-й гвардейской общевойсковой армии по военно-политической работе полковник Игорь Солдатов. Решение о повторном вручении Боевого знамени было принято в 2019 году, после чего было организована комиссия для экспертизы архивных документов.
Накануне мероприятия в Доме Культуры города Клинцы также была проведена важная торжественная церемония, в ходе которой военнослужащие, отличившиеся своими успехами в боевой подготовке и повседневной деятельности, получили право вбить «золотой гвоздь» в древко знамени. Воинский ритуал проводился с участием салютной группы, а также при полном составе полка и почётных гостей. После проведения митинга военнослужащие прошли торжественным маршем во главе с новым Боевым знаменем гвардейского мотострелкового полка имени Александра Матросова.
- Вручение Боевого знамени нового образца

## Командиры полка
- до 10 марта 1944 — Рощупкин, Евгений Георгиевич, гвардии подполковник (убит 10.03.1944);
- 1945 — Авдеев, Александр Матвеевич, гвардии подполковник;
- май 1946 — февраль 1949 — Белов, Александр Сергеевич, гвардии полковник;
- 2004 — 2007. Ризниченко, Николай Владимирович ;
- 2007 — 2009 Чубара, Виктор Сезонтович, полковник;
- 2020 — Иван Даньшин, гвардии полковник